# کلس اگنل
کلس اگنل (انگلیسی: Claes Egnell؛ ۲۹ ژانویه ۱۹۱۶ – ۱۵ ژانویهٔ ۲۰۱۲) ورزشکار ورزش تیراندازی اهل سوئد بود.
وی در مسابقات کشوری و بین‌المللی در مجموع برندهٔ ۱ مدال نقره شده‌است.